# Pilori de Trancoso
Le pilori de Trancoso est un ancien pilori situé dans la freguesia de Trancoso, sur le territoire de la municipalité de Trancoso (district de Guarda, Portugal).
Il représentait l'autonomie judiciaire et administrative de la commune. Il est classé Monument national depuis 1910.

## Description
Ce pilori à cage a été construit en 1510 après l'octroi d'une nouvelle charte du Manuel Ier.

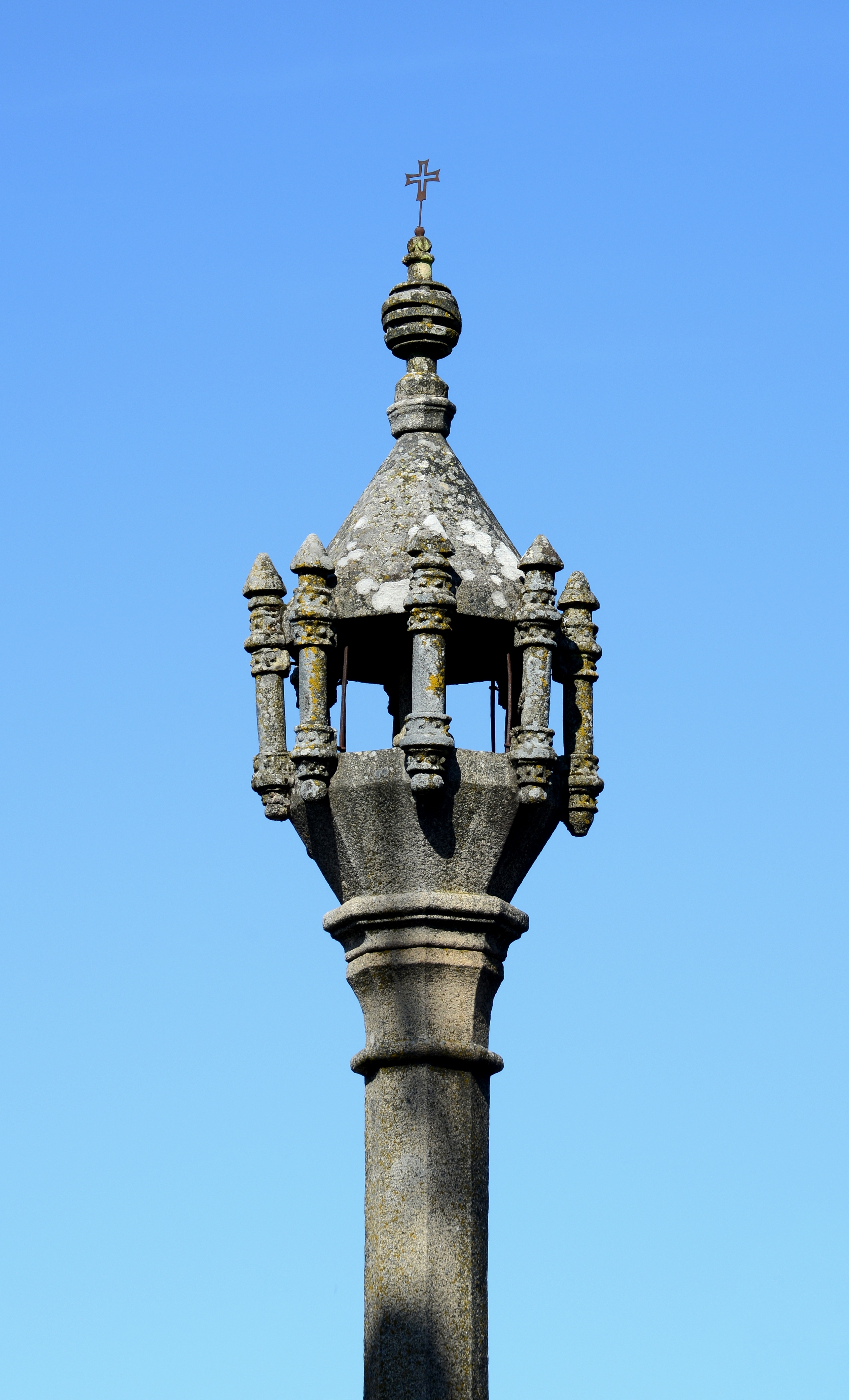

Ce pilori à cage, similaire au pilori de Castelo Rodrigo] et au pilori de Pinhel, a été construit au XVIe siècle, avec une architecture civile, de style manuélin.
Le pilori en granite s'élève sur la place principale de la ville et se compose d'une colonne à fût octogonal, à surface lisse (avec un anneau de fer placé à mi-hauteur) et à base carrée biseautée aux angles. Il repose sur un socle formé de quatre marches octogonales. Le chapiteau octogonal, précédé d'un collier et complété par trois anneaux, est également octogonal. Au sommet se trouve une cage composée d'une colonne centrale lisse et de huit colonnettes à fûts cylindriques surmontés de trois anneaux circulaires ornés de demi-sphères. Le monument culmine en une pyramide surmontée d'une sphère armillaire couronnée d'une croix de fer du Christ.